# Marble Blast Ultra
Marble Blast Ultra (abbreviato con la sigla MBU) è un videogioco rompicapo e a piattaforme in 3D prodotto da GarageGames. È il seguito di Marble Blast Gold. Fu pubblicato il 25 gennaio 2006 nel circuito Xbox Live Arcade nel quale era disponibile per il download solo per Xbox 360. Una versione per computer era conosciuta con il nome di Marble Blast Online: vi si poteva accedere dal sito di InstantAction prima che venisse chiuso nel mese di novembre 2010.

## Modalità di gioco
Lo scopo principale del gioco è quello di guidare una pallina attraverso un percorso per farle raggiungere il traguardo nel minor tempo possibile. Ogni percorso corrisponde a un livello. Il gioco inizia da una piattaforma luminosa e termina in una uguale. In alcuni livelli è necessario raccogliere delle gemme, facendoci passare sopra la pallina, prima di poter concludere il percorso raggiungendo la piattaforma finale. Inoltre si possono trovare degli oggetti che complicano il percorso della pallina, dei potenziamenti e diversi tipi di superfici che presentano differenti caratteristiche di trazione.
Le novità assolute che MBU presenta, se paragonato ai giochi precedenti della stessa serie, sono:
- la modalità di gioco multigiocatore, anche online
- la sezione dei risultati (dall'inglese Achievements) che si ottengono raggiungendo certi obiettivi
- la raccolta di Easter Eggs: questi oggetti a forma di uovo si differenziano dalle gemme perché sono nascosti, e non è indispensabile raccoglierli per finire un tale livello. È compito del giocatore esplorare ogni angolo delle piste per trovarli.
- i Check Point: sono piccole zone della pista. Al passaggio della pallina sopra queste, vengono registrati il tempo e le eventuali gemme già raccolte. Nel caso in cui il giocatore perda, può continuare il suo percorso a partire dal Check Point con i dati registrati al passaggio avvenuto in precedenza, anziché dover ricominciare dall'inizio il livello.
- nuove superfici e nuovi power-up
- la possibilità di scegliere la biglia tra diversi modelli[3]

### Comandi

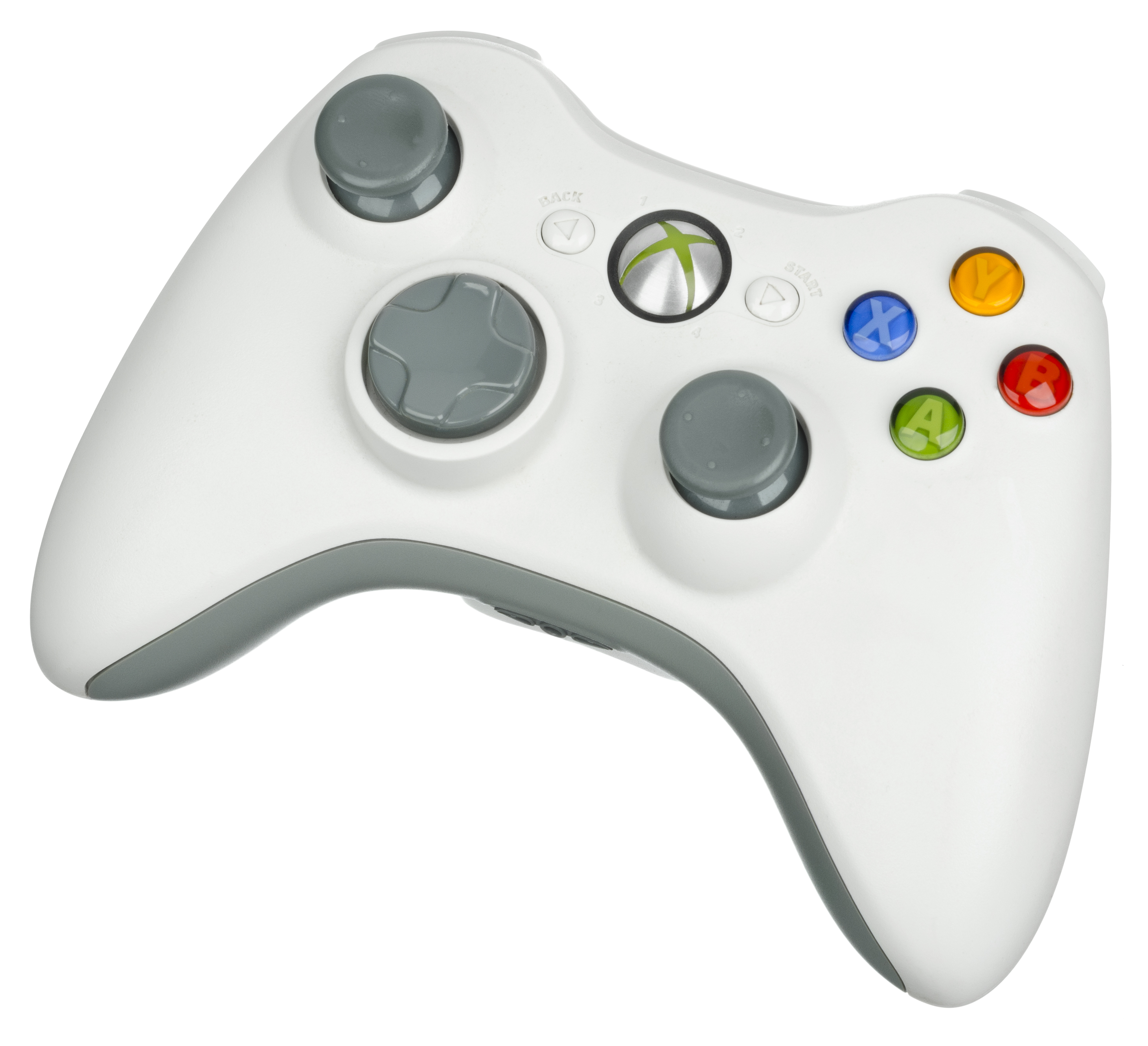
Gamepad dell'Xbox 360

Bottone LB: serve per far saltare la biglia

Bottone RB: se il giocatore ha raccolto un potenziamento, con questo tasto lo può attivare

Thumbstick sinistro: permette di muovere la biglia

Thumbstick destro: modifica la visuale sulla pallina

### Modalità giocatore singolo
In questa modalità il giocatore ha a disposizione 60 livelli da completare. I livelli sono 20 per ognuna delle 3 categorie che si differenziano per difficoltà e sono chiamate Beginner, Intermediate e Advanced. Molti dei percorsi sono stati copiati da Marble Blast Gold, pur presentando una grafica differente. Come ulteriore sfida il singolo giocatore può cercare di ottenere un tempo inferiore al Par time: un record preimpostato in ogni livello che spesso richiede la piena padronanza del gioco per poter essere battuto. Il giocatore può condividere con tutto il mondo i suoi record grazie alla Leaderboard del gioco.

### Modalità multigiocatore
In questa modalità si possono sfidare fino a 8 giocatori in 10 diversi livelli. Obiettivo del gioco è quello di raccogliere le gemme presenti nella pista. I giocatori hanno a disposizione dai 3 ai 6 minuti in base al livello che hanno scelto e possono utilizzare dei potenziamenti per muoversi più abilmente nella pista e contrastare l'attività degli altri giocatori. Le gemme in questa modalità hanno valore diverso, e il giocatore lo può identificare in base al loro colore: quelle rosse valgono 1 punto, quelle gialle 2 e le blu 5. Le gemme blu e gialle sono le più difficili da ottenere. Allo scadere del tempo vince chi ha guadagnato più punti.

### Risultati[3][4]
- Timely Marble: si ottiene finendo tutti i livelli battendo il par time (5 punti GamerScore)
- Apprentice's Badge: si guadagna completando tutti i livelli Beginner (10 punti GS)
- Journeyman's Badge: si raggiunge completando tutti i livelli Intermediate (15 punti GS)
- Adept's badge: per ottenerlo bisogna completare tutti i livelli Advanced (25 punti GS)
- Marble-fu initiate: è necessario battere tutti i Par time dei livelli Beginner per averlo (15 punti GS)
- Marble-fu Master: si ha battendo tutti i Par time dei livelli Intermediate (25 punti GS)
- Marble-fu Transcendent: per raggiungerlo è necessario battere ogni Par time dei livelli Advanced(35 punti GS)
- Egg seeker: basta trovare un Easter Egg nascosto per ottenerlo (5 punti GS)
- Egg basket: si ottiene trovando tutti gli Easter Egg (25 punti GS)
- First Place: si raggiunge se si arriva primi in una sfida in modalità multigiocatore (10 punti GS)
- Gem Collector: si ottiene guadagnando 75 punti con le gemme nella modalità multigiocatore (10 punti GS)
- Veteran Battler: si ha totalizzando 2000 punti in una sfida tra più giocatori (20 punti GS)

## Marketing
Il gioco ha venduto oltre 731 000 copie ma dal 12 febbraio 2011 non è più possibile scaricarlo: è stato infatti tolto dal circuito di Xbox Live Arcade a causa di un contrasto tra diritti d'autore.

## Accoglienza
- teamxbox.com[7]: valuta il gioco con un punteggio di 8.7
- xboxlive.ign.com[8]: assegna al gioco una media di 6.9 su 10 in base a parametri come presentazione, modalità di gioco e suoni
- gamestats.com[9]: riporta una media di 7.9 su 10
- palgn.com.[10]: valuta il gioco con 7 punti